# Intrigues à Venise
 (avril 2025).
Si vous disposez d'ouvrages ou d'articles de référence ou si vous connaissez des sites web de qualité traitant du thème abordé ici, merci de compléter l'article en donnant les références utiles à sa vérifiabilité et en les liant à la section « Notes et références ».
Intrigues à Venise (Inkognito en version originale) est un jeu de société créé par Alex Randolph et Leo Colovini. Il a été publié en France par MB en 1988. Une nouvelle édition, avec quelques modifications, a été publiée chez Iello en 2013.
C'est un jeu pour quatre joueurs.

## Règle du jeu

### Contenu de la boîte
- 1 plateau de jeu
- 16 figurines en quatre couleurs différentes
- 1 figurine de l'ambassadeur noire
- 1 statue du spectre noir et blanc
- 4 passeports
- 1 bloc de papiers pour noter les informations
- 32 cartes de couleurs (4 paquets de 8 cartes chacun). Chaque paquet contient :
  - 4 cartes d'identité (Lord Fiddlebottom, Colonel Bubble, Agent X et Mme Zsa Zsa), et
  - 4 cartes de silhouette (grand, petit, gros et maigre)
- 12 cartes secrètes blanches :
  - 4 cartes d'identité et
  - 4 cartes de silhouette et
  - 4 cartes de mission (Alpha, Bravo, Charlie, Delta)

### But du jeu
Découvrir avec quel partenaire on est associé, puis déterminer la mission à accomplir et la réaliser avant l'équipe adverse.

## Récompenses
- Spiel des Jahres plus beau jeu 1988
- En France, il a obtenu le Grand Prix du Jouet en 1989.